# Sylvia Wassertheil-Smoller
Sylvia Wassertheil-Smoller (nascida em 1932) é uma epidemiologista americana e ilustre professora universitária Emérita no Departamento de Epidemiologia e Saúde da População do Albert Einstein College of Medicine, onde ingressou pela primeira vez no corpo docente em 1969. Ela também atua como Dorothy and William Manealoff Foundation and Molly Rosen Chair in Social Medicine Emerita no Albert Einstein College of Medicine, como investigadora principal da sua Women's Health Initiative e como co-investigadora principal do seu site no Hispanic Community Health Study. Ela é membro do American College of Epidemiology, da New York Academy of Sciences e da American Heart Association.